# Drávagárdony
Drávagárdony é um município da Hungria, situado no condado de Somogy. Tem 6,27 km² de área e sua população em 2019 foi estimada em 156 habitantes.